# Tarandacuao
Tarandacuao é um município do estado de Guanajuato, no México.